# Heybeliyurt
Heybeliyurt (kurd. Cücan) ist ein Dorf im Landkreis Diyadin der türkischen Provinz Ağrı mit 313 Einwohnern (Stand: Ende 2024). Heybeliyurt liegt in Ostanatolien auf 1890 m über dem Meeresspiegel, ca. 16 km westlich von Diyadin.
Vor der Umbenennung zu Heybeliyurt hieß das Dorf Cücan. Dieser Name ist immer noch gebräuchlich und beim Katasteramt verzeichnet.
Zwischen den Jahren 1985 und 2000 stieg die Bevölkerungszahl von 353 auf 372 Einwohner.  2009 lebten in Heybeliyurt 384 Menschen.